# Liste der Flaggen der deutschen Marine (1935–1945)
Unter der Liste der Flaggen der deutschen Marine (1935–1945) finden sich alle Flaggen, Stander und Wimpel, die in der genannten Zeit von der deutschen Kriegs- und Handelsmarine verwendet wurden.

## National- und Handelsflagge, zugleich Gösch der Kriegsschiffe
| Flagge | Datum     | Bezeichnung                                                   | Beschreibung |
| ------ | --------- | ------------------------------------------------------------- | --- |
|        | 1935–1945 | National- und Handelsflagge, zugleich Gösch der Kriegsschiffe | Die Breitenverhältnisse von roter Fläche : Kreisscheibe : roter Fläche verhielten sich wie 9 : 18 : 13. Auf See wurde bereits seit 1933 ausschließlich und vorgeschrieben die Version mit dem nach innen versetzten Hakenkreuz verwendet. |

## Handelsflagge mit dem Eisernen Kreuz
| Flagge | Datum     | Bezeichnung                          | Beschreibung                                                                                                  |
| ------ | --------- | ------------------------------------ | --- |
|        | 1935–1945 | Handelsflagge mit dem Eisernen Kreuz | Geführt von Kapitänen der Handelsmarine, die Offiziere der Kriegsmarine im Ruhestand waren (Reserveoffiziere) |

## Reichskriegsflagge
Die am 7. November 1935 eingeführte Reichskriegsflagge wurde vielfältig in der Wehrmacht eingesetzt. So diente sie auch der Kriegsmarine als Hoheitsflagge, die an besonderen Tagen unabhängig vom Standort des Schiffes gehisst werden musste. Dieses waren im Einzelnen der 1. Januar (Neujahr), der 18. Januar (Gründungstag des Kaiserreichs 1871), der 30. Januar („Tag der nationalen Erhebung“), der 20. April (Geburtstag Hitlers), der 1. Mai („Tag der Arbeit“) und der 31. Mai (Erinnerung an die Schlacht von Skagerrak). Zusätzlich galten für Schiffe, die sich in Heimatgewässern befanden, an folgenden Tagen die Pflicht zur Hissung der Reichskriegsflagge: am 1. März (Wiedereingliederung des Saarlandes), am 29. August (Tag der Gründung der preußischen Marine im Jahr 1859), am ersten Sonntag nach dem Michaelstag und am Tag des Erntedankfestes. Unabhängig von diesen Tagen waren alle Kriegsschiffe, die ein Staatsoberhaupt empfingen, verpflichtet, die Reichskriegsflagge zu zeigen.
| Flagge | Datum     | Bezeichnung        | Beschreibung |
| ------ | --------- | ------------------ | --- |
|        | 1935–1937 | Reichskriegsflagge | Eingeführt am 7. November 1935 |
|        | 1938–1945 | Reichskriegsflagge | Die Breite und der Verlauf der schwarzen Streifen wurde gegenüber der Vorgängerversion abgeändert. Diese Änderung erfolgte vermutlich im Dezember 1937, jedoch gibt es darüber keine offiziellen Veröffentlichungen. |

## Reichsdienstflagge
Die Reichsdienstflagge wurde von allen staatlichen Stellen verwendet, so z. B. von der Reichsbahn, Reichsautobahn und Reichsbank. Bei der Marine wurde die Reichsdienstflagge von allen Wasserfahrzeugen des Staates geführt, die nicht berechtigt waren, die Reichskriegsflagge zu hissen. Im Falle des Fehlens der Reichsdienstflagge musste an ihrer Stelle die National- und Handelsflagge gezeigt werden.
| Flagge | Datum     | Bezeichnung        | Beschreibung |
| ------ | --------- | ------------------ | --- |
|        | 1935–1945 | Reichsdienstflagge | Die Flagge in den Proportionen von 3 : 5 zeigte im Zentrum ein aufrecht stehendes Hakenkreuz, das in eine weiße, schwarz gesäumte Kreisscheibe gesetzt wurde. In der inneren, oberen Ecke ist der Reichsadler zu sehen. |

## Flaggen der Kriegsmarine
Die meisten Kommando- und Rangflaggen der deutschen Kriegsmarine hatten traditionellen Charakter und wurden schon in der Kaiserlichen und davor der preußischen Marine verwendet. Die Flagge eines Großadmirals hatte große Ähnlichkeit mit der in der Kaiserlichen Marine verwendeten Version. Völlig neu war hingegen der Dienstgrad eines Generaladmirals, den Erich Raeder, der Oberkommandierende der Kriegsmarine, im Jahr 1936 annahm. Um zu vermeiden, dass Raeder einen höheren Dienstgrad als die damaligen Oberkommandierenden der Luftwaffe (Generaloberst Hermann Göring) und des Heeres (Generaloberst Werner von Fritsch) besaß, wurde der Dienstgrad eines Generaladmirals eingeführt. Der eigentlich vorgesehene Dienstgrad eines Großadmirals als Oberkommandierender der Kriegsmarine wurde „aufgeschoben“ und eine besondere Flagge für einen Oberkommandierenden, der nicht Großadmiral ist, eingeführt. Raeder wurde im Jahr 1939 zum Großadmiral befördert, so dass die Sonderflagge offiziell zwar nicht abgeschafft wurde, aber keine Verwendung mehr fand, zumal der Nachfolger von Raeder, Karl Dönitz, im Jahr 1943 den Dienstgrad eines Generaladmirals übersprang und gleich vom Admiral zum Großadmiral ernannt wurde.

### Höhere Kommando- und Rangflaggen
| Flagge | Datum                         | Bezeichnung                                                                                         | Beschreibung |
| ------ | ----------------------------- | --------------------------------------------------------------------------------------------------- | --- |
|        | 1935–1945 (de facto bis 1939) | Flagge des Oberbefehlshabers der Kriegsmarine, sofern er nicht Großadmiral ist                      | Zwei gekreuzte Generaladmiralschwerter, auf die das Admiralkreuz aufgelegt ist. |
|        | 1939–1945                     | Flagge eines Großadmirals                                                                           | Aufgelegt auf ein Admiralkreuz zwei gekreuzte Großadmiralstäbe sowie der Wehrmachtadler in gelber Ausführung. Auffallend ist die bei dieser Flagge verwendete „Schattierungstechnik“. Sowohl die Großadmiralstäbe als auch der Wehrmachtadler wurden mit Schattenelementen ausgestattet. |
|        | 1943–1945                     | Flagge des Admiralinspekteurs der Kriegsmarine des Großdeutschen Reichs im Range eines Großadmirals | Um die Großadmiralflagge herumgelegt sind blaue Streifen, die in der Breite einem Fünftel der Breite der inneren Flagge entsprechen. Die Position des Admiralinspekteurs wurde von Erich Raeder eingenommen.                                                                             |
|        | 1935–1945                     | Generaladmiralflagge                                                                                | Ein Admiralkreuz mit zwei in Gelb und Braun ausgeführten gekreuzten Schwertern in der unteren, inneren Ecke |
|        | 1935–1945                     | Admiralflagge                                                                                       | Das Admiralkreuz wurde bereits in der preußischen Marine eingeführt |
|        | 1935–1945                     | Vizeadmiralflagge                                                                                   | Ein Admiralkreuz mit einer Rangkugel in der oberen inneren Ecke |
|        | 1935–1945                     | Konteradmiralflagge                                                                                 | Ein Admiralkreuz mit zwei Rangkugeln in den inneren Ecken |

### Sonstige Kommandoflaggen
| Flagge | Datum     | Bezeichnung         | Beschreibung |
| ------ | --------- | ------------------- | --- |
|        | 1935–1945 | Kommodorestander    | Der im Toppmast gehisste Stander war auf 60 % der Gesamtlänge eingeschnitten.                                        |
|        | 1935–1945 | Dienstaltersstander | Wie Kommodorestander, jedoch an der Rah gehisst                                                                      |
|        | 1935–1945 | Führerstander       | Wie Kommodorestander, jedoch frei schwingend befestigt                                                               |
|        | 1935–1945 | Flottillenstander   | Der Stander wurde im Toppmast gehisst                                                                                |
|        | 1935–1945 | Gruppenstander      | Wie Flottillenstander, jedoch an der Rah gehisst                                                                     |
|        | 1935–1945 | Kommandowimpel      | Der Wimpel war auf einem Viertel der Gesamtlänge eingeschnitten und besaß ein Höhen-Längen-Verhältnis von 15 : 1 000 |

### Kraftwagenstander, -flaggen und -wimpel
| Flagge | Datum     | Bezeichnung | Beschreibung |
| ------ | --------- | --- | --- |
|        | 1940–1945 | Kraftwagenstander für Marineoffiziere im Admiralsrang als Landtruppenbefehlshaber                                           | Alle Stander und Flaggen besaßen ein Längen-Höhe-Verhältnis von 5 : 3 |
|        | 1940–1945 | Kraftwagenstander für Seekommandanten und Brigadekommandeure der Kriegsmarine                                               | |
|        | 1940–1943 | Kraftwagenstander für Abteilungskommandeure der Kriegsmarine                                                                | |
|        | 1943–1945 | Kommandozeichen am Kraftwagen für Abteilungskommandeure der Kriegsmarine                                                    | Der gelbe, klare Anker wurde am 20. Januar 1943 hinzugefügt |
|        | 1940–1943 | Kraftwagenflagge für Festungskommandanten in planmäßigen Stabsoffizierstellungen und Regimentskommandeure der Kriegsmarine  | |
|        | 1943–1945 | Kommandozeichen am Kraftwagen für Festungskommandanten in Stabsoffizierstellungen und Regimentskommandeure der Kriegsmarine | Der gelbe, klare Anker wurde am 20. Januar 1943 hinzugefügt |
|        | 1940–1945 | Dienstwimpel am Kraftwagen für Admirale                                                                                     | Der Wimpel besaß eine Breite von 35 cm bei einer Höhe von 23 cm. Der goldfarbene, mit insgesamt 42 Hakenkreuzen dekorierte Rand, hatte eine Breite zwischen 25 und 30 mm. Der Reichsadler war von gelber Farbe. |
|        | 1940–1945 | Dienstwimpel am Kraftwagen für die übrigen Angehörigen der Kriegsmarine                                                     | Der Wimpel besaß eine Breite von 33 cm bei einer Höhe von 22 cm. Der goldfarbene Rand hatte eine Breite von 6 mm. Der Reichsadler war von gelber Farbe                                                          |

### Kriegsverdienstwimpel und -stander
| Flagge | Datum     | Bezeichnung                                                          | Beschreibung |
| ------ | --------- | -------------------------------------------------------------------- | --- |
|        | 1941–1945 | Kriegsverdienstwimpel                                                | Verliehen an Kapitäne von Schiffen, die nicht unter der Reichskriegsflagge fuhren, sich jedoch außerordentliche Verdienste in der Kriegsführung erwarben |
|        | 1943–1945 | Doppelstander für Vernichtung von Schiffen durch den Küstenschutz    | Verliehen für die Vernichtung von Schiffen in mindestens Kreuzergröße                                                                                    |
|        | 1943–1945 | Wimpel für Vernichtung von Schiffen durch den Küstenschutz           | Verliehen für die Vernichtung von Schiffen bis Zerstörergröße                                                                                            |
|        | 1940–1945 | Wimpel für den Abschuss feindlicher Flugzeuge durch die Kriegsmarine | Für jedes abgeschossene Flugzeug wurde ein Wimpel verliehen.                                                                                             |

### Fahne für landgestützte Einheiten der Kriegsmarine
| Flagge | Datum     | Bezeichnung                                                                                                 | Beschreibung |
| ------ | --------- | --- | --- |
|        | 1936–1945 | Fahne für landgestützte Truppenteile oder Einrichtungen der Deutschen Kriegsmarine 1936–1945 (linke Seite)  | Eingeführt am 8. September 1936. Wie für alle Fahnen der Wehrmacht vorgeschrieben, betrugen die Maße der Fahne 126 mal 126 cm. Sie war an einer 3 Meter langen Fahnenstange befestigt |
|        | 1936–1945 | Fahne für landgestützte Truppenteile oder Einrichtungen der Deutschen Kriegsmarine 1936–1945 (rechte Seite) | wie oben |

## Sonstige Marineflaggen
| Flagge | Datum     | Bezeichnung                                | Beschreibung |
| ------ | --------- | ------------------------------------------ | --- |
|        | 1935–1936 | Wassersportflagge                          | Die schwarz-weiß-rote Flagge mit einem weißen, um 45 Grad gedrehten Anker im schwarzen Streifen. Verwendet vom 31. Mai 1935 bis 17. Januar 1936        |
|        | 1936–1945 | Wassersportflagge                          | Auf einen schwarzen, weiß gesäumten, klaren Anker aufgelegt eine weiße Kreisscheibe mit dem Hakenkreuz. Angenommen am 6. April 1936                    |
|        | 1935–1945 | Lotsenflagge                               | Flagge der Lotsenfahrzeuge und Lotsenrufsignal. Die Höhe bzw. die Breite des weißen Streifens betrug ein Fünftel der Höhe der inneren Flagge           |
|        | 1935–1945 | Erkennungszeichen der Weserlotsenfahrzeuge | Wurde im Toppmast gesetzt und zeigte an, dass das Lotsenfahrzeug verwendungsbereite Lotsen an Bord hat. Die Größenverhältnisse der Flagge betrugen 5:9 |
|        | 1936–1945 | Schiffspostflagge                          | Eingeführt am 14. März 1936 |

## Sonderflaggen für besondere Anlässe
| Flagge | Datum     | Bezeichnung                            | Beschreibung |
| ------ | --------- | -------------------------------------- | --- |
|        | 1935–1945 | Schwarz–weiß–rote Reichskriegsflagge   | Wurde an Gedenktagen auf besonderen Befehl gehisst                                                                         |
|        | 1935–1944 | Kaiserliche Kriegsflagge               | Wurde als Toppflagge an jedem 31. Mai (Erinnerung an die Skagerrakschlacht) gehisst                                        |
|        | 1940–1945 | Österreichisch-Ungarische Kriegsflagge | Wurde als Toppflagge auf dem Schweren Kreuzer Prinz Eugen an Stelle der Kaiserlichen Kriegsflagge an jedem 31. Mai gehisst |